# 7,7×58mm Arisaka

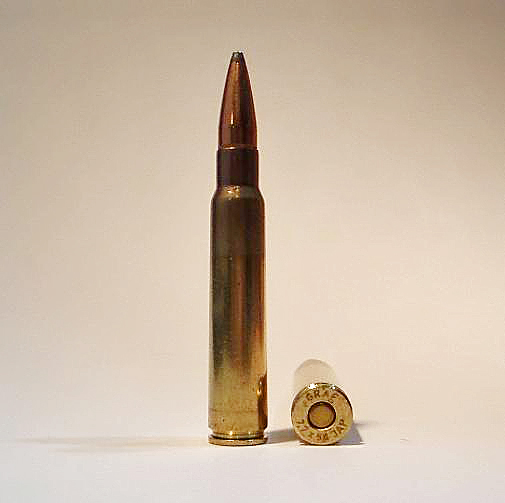
7,7×58mm Arisaka

O cartucho 7,7×58mm Arisaka foi o cartucho militar padrão do Exército Imperial Japonês e do Serviço Aéreo do Exército Imperial Japonês durante a Segunda Guerra Mundial. O cartucho 7,7×58mm foi projetado como sucessor do cartucho 6,5×50mmSR Arisaka para fuzis e metralhadoras, mas nunca foi capaz de substituí-lo totalmente até o final da guerra.

## História
Perto do final da Primeira Guerra Mundial, os militares japoneses experimentariam os projéteis de 7,7 mm na forma do cartucho .303 British para metralhadoras montadas nas primeiras aeronaves, como o hidroavião Ro-Go Ko-gata. Enquanto a Marinha Imperial Japonesa continuaria a equipar metralhadoras em .303 com aro sob a designação de 7,7 mm, o Exército Imperial Japonês procurou desenvolver seu próprio cartucho de 7,7 mm em vários casos com e sem aro para a Infantaria e o Serviço Aéreo do Exército. Um cartucho sem aro de 7,7×58mm foi testado pela primeira vez para um protótipo de fuzil de infantaria de 7,7 mm em 1919. Embora os experimentos continuassem ao longo das décadas de 1920 e 1930, o desenvolvimento de metralhadoras para aeronaves refrigeradas a ar teve prioridade.
Em 1920, o Exército Imperial Japonês iniciou o desenvolvimento de uma nova série de metralhadoras que levou à adoção das variantes de metralhadoras para aeronaves Type 89, e o cartucho de esfera de semi-aro 7,7 × 58 mm foi designado em 1930. A bala do 7,7×58mm era cheio de chumbo e tinha uma jaqueta revestida de cuproníquel pesando 10,5 g. Munições traçadoras, perfurantes, incendiárias e explosivas também foram adotadas como munições especializadas Type 89, e suas designações seriam atualizadas em 1934 para Type 92 para metralhadoras de uso aéreo e terrestre. A munição Type 89 continuaria a ser usada nas aeronaves do Exército durante a Segunda Guerra Mundial. Após a adoção da metralhadora pesada Type 92 para uso de infantaria em 1933, o cartucho 7,7×58mmSR Type 89 foi modificado para aceitar uma bala de 13,2 g (203,7 gr) com uma jaqueta de latão, já que um projétil mais pesado foi especialmente solicitado para melhorar o balística terminal. A munição foi designada como cartucho Type 92 para metralhadora pesada da infantaria em 1934.
Em 1937, no entanto, descobriu-se que cartuchos sem aro tinham melhor desempenho em testes do clone ZB-30 de Kijiro Nambu, a metralhadora pesada de veículo Type 97 alimentada com carregadores retos bifilares (Zbrojovka Brno detinha a patente de um curvo para balas de aro, mas por algum motivo os japoneses não as copiaram). Como resultado, o cartucho sem aro Type 97 de 7,7×58mm foi adotado no final de 1937, reduzindo o aro do estojo do Type 92 de 12,7 para 12,0 mm, mantendo o mesmo peso da bala. O estojo do cartucho Type 97 seria posteriormente modificado em 1940 durante o desenvolvimento dos fuzis Type 99 e metralhadoras leves Type 99, onde foi decidido que uma bala mais leve de 11,8 g era mais eficiente em alvos de curto alcance.
Com a adoção final do cartucho Type 99 de 7,7×58mm sem aro em 1940, o diâmetro do aro do cartucho Type 97 foi padronizado para 12,1 mm, enquanto a munição Type 92 de produção tardia foi modificada, reduzindo o diâmetro do aro do estojo de 12,7 para 12,1 mm para simplificar ainda mais a logística. Isso efetivamente permitiu que as variantes mais antigas de 7,7×58mm, incluindo a munição especializada, fossem inseridas nos fuzis Type 99 e metralhadoras leves Type 99 com alguma discrepância na precisão devido aos diferentes pesos das balas. No entanto, os cartuchos de semi-aro existentes permaneceriam em serviço para a metralhadora pesada Type 92 durante a Segunda Guerra Mundial.